# Benazir Bhutto

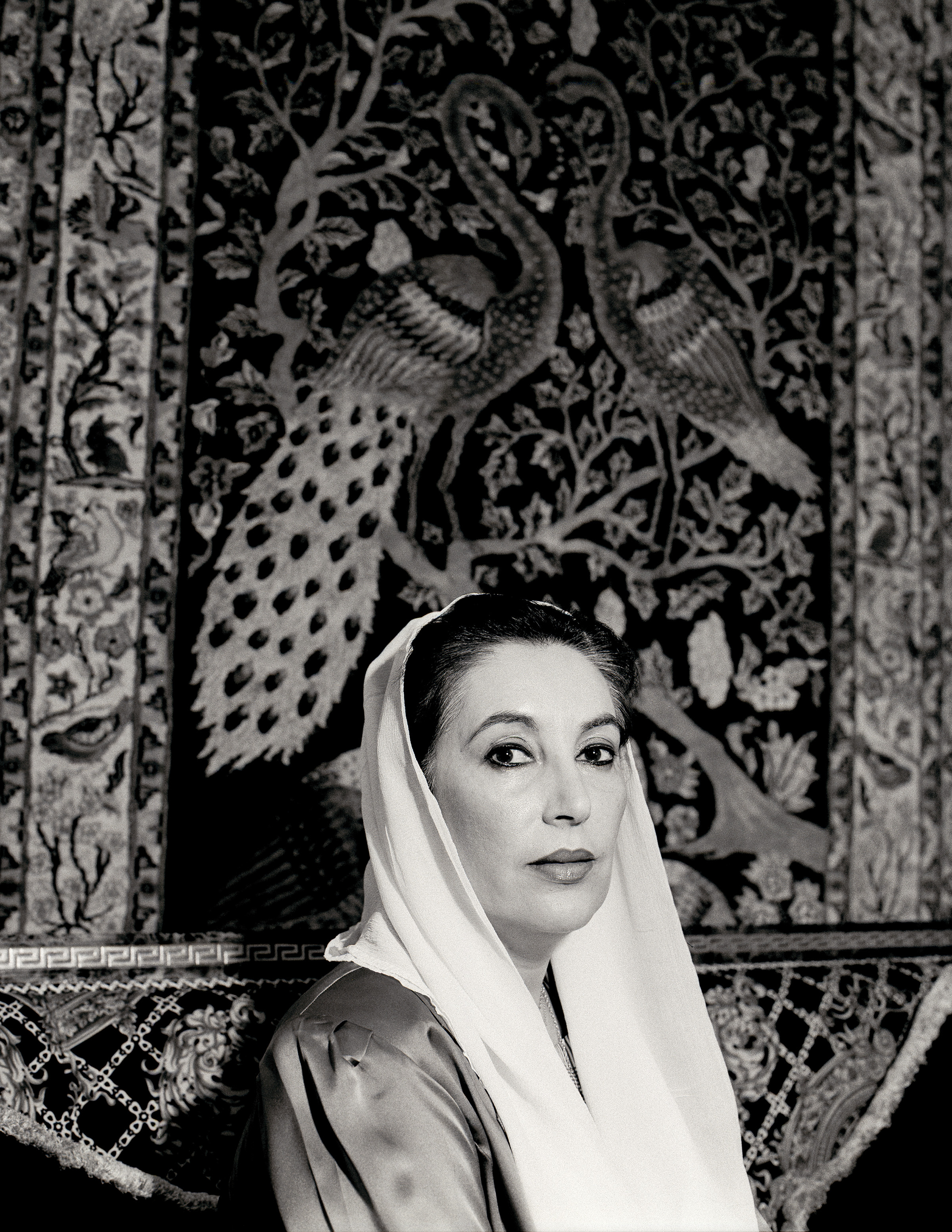
Benazir Bhutto, Dubai 2006

Benazir Bhutto (Urdu بینظیر بھٹو [beːnəziːr bʱʊʈːoː]; * 21. Juni 1953 in Karatschi, Provinz Sindh; † 27. Dezember 2007 in Rawalpindi, Provinz Punjab) war eine pakistanische Politikerin. Sie war von 1988 bis 1990 und von 1993 bis 1996 Premierministerin von Pakistan. Nachdem sie im Oktober 2007 aus ihrem Exil in Dubai zurückgekehrt war, etablierte sie sich als Oppositionsführerin. Zwei Wochen vor der für den 8. Januar 2008 geplanten Parlamentswahl wurde sie bei einem Attentat getötet. Nach den Wahlen vom 18. Februar 2008 kam es zu einer Regierungsübernahme durch Bhuttos Pakistanische Volkspartei.

## Leben

### Studium
Benazir Bhutto war die Tochter des ehemaligen Premierministers von Pakistan, Zulfikar Ali Bhutto, ihre Mutter Nusrat Bhutto war eine iranische Kurdin aus Isfahan. Sie studierte an der Harvard University (Bachelor of Arts degree in comparative government, 1973) und der University of Oxford (Philosophy, political science, and economics; B.A., 1977). 1971 verließ sie zeitweise Harvard, als Indien Truppen nach Ostpakistan schickte und ihr Vater als Verteidigungsminister von Westpakistan zu Verhandlungen zur UNO in New York City reiste. Die noch nicht zwanzigjährige Benazir Bhutto unterstützte ihren Vater in New York als Assistentin.

### Oppositionsführerin im Exil

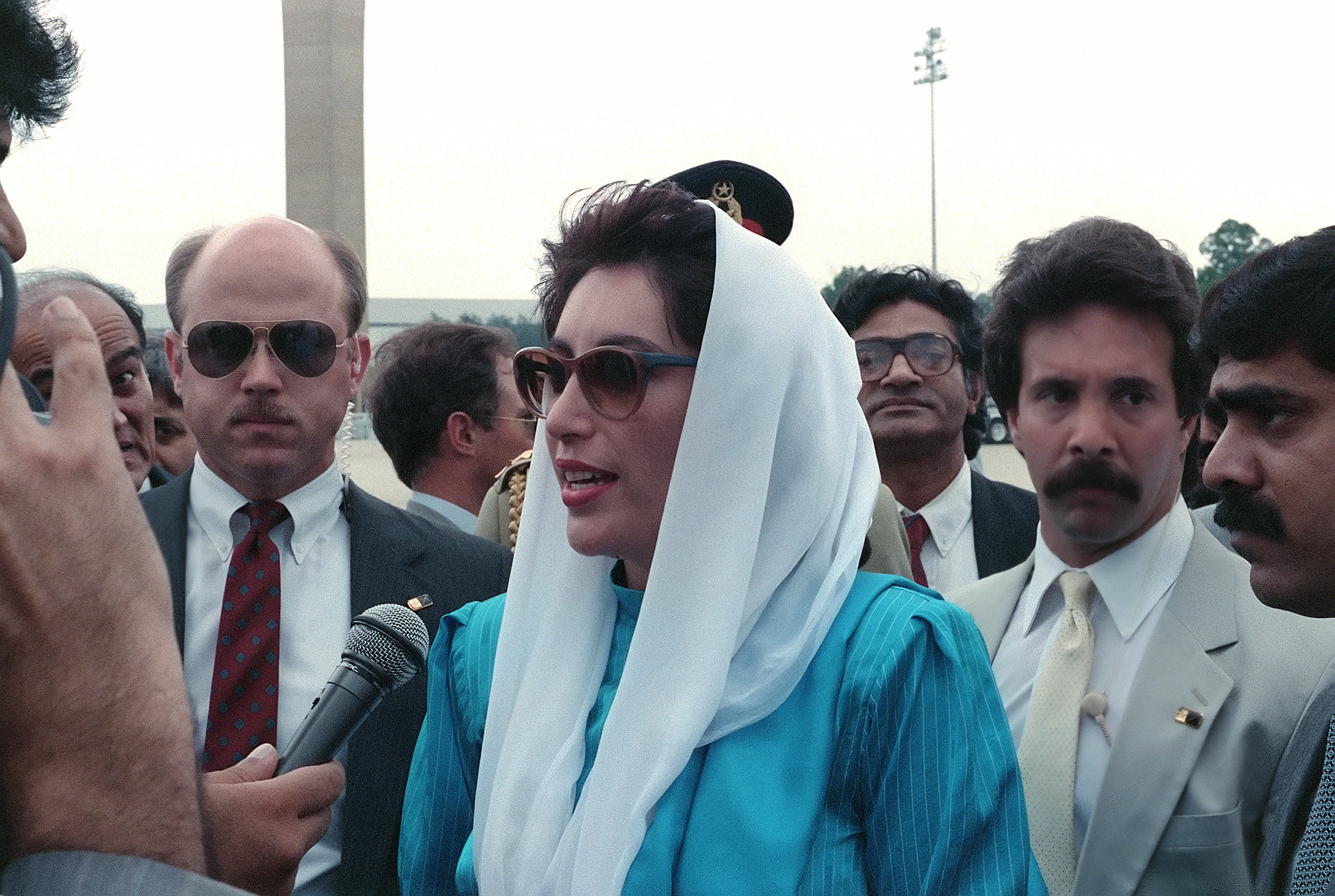
Benazir Bhutto, 1989

Nach ihrem Studienabschluss in Oxford kehrte Benazir Bhutto nach Pakistan zurück. Ihr Vater wurde 1977 durch einen Putsch von Zia ul-Haq abgesetzt, inhaftiert und 1979 gehängt. Danach wurde Benazir Bhutto unter Hausarrest gestellt. Als ihr 1984 erlaubt wurde auszureisen, ging sie ins Exil nach Großbritannien, wo sie Führerin der Partei ihres Vaters wurde.
Nach dem Tod von Zia ul-Haq 1988 fanden erstmals seit 1977 wieder freie Wahlen statt, aus denen am 16. November 1988 mit Benazir Bhutto zum ersten Mal in der Geschichte eines islamischen Staates eine Frau als Siegerin hervorging. Am 2. Dezember wurde sie als erste Regierungschefin in der islamischen Welt vereidigt. Die Wahl wurde im Westen als Zeichen für einen demokratischen Aufbruch des Islam gewertet.

### Premierministerin

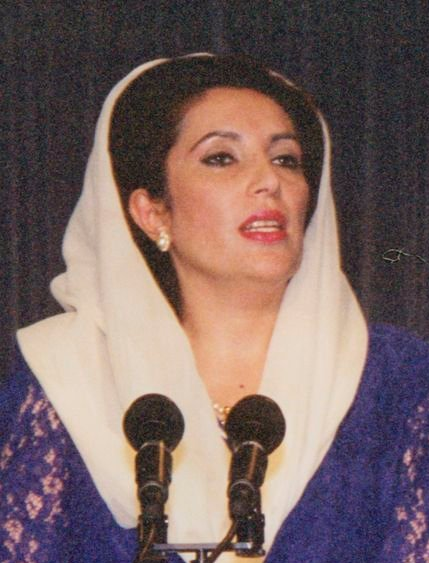
Benazir Bhutto (Moncloa-Palast, 1994)

Während ihrer Amtszeit riefen Islamisten zum „heiligen Krieg“ gegen sie auf, der 1990 hunderte Menschen das Leben kostete. 1990 wurde Bhuttos Regierung aufgrund von Korruptionsvorwürfen aufgelöst. Diese Vorwürfe bestritt Bhutto, sie führten auch niemals zu einer Anklage in Pakistan. Ein Gericht in der Schweiz jedoch verurteilte sie 2003 in Abwesenheit zu sechs Monaten Gefängnis und zur Rückerstattung von 11,9 Millionen US-Dollar an den Staat Pakistan, wogegen sie Berufung einlegte. Ihr Nachfolger im Amt wurde Nawaz Sharif. Bei der Wahl am 6. Oktober 1993 wurde Bhutto wiedergewählt. Drei Jahre später wurde ihre Regierung durch Präsident Farooq Leghari erneut wegen Korruptionsvorwürfen aufgelöst. Das oberste Gericht bestätigte Legharis Parlamentsauflösung. Es konnte nie endgültig geklärt werden, ob die Vorwürfe gegen ihren Mann und sie berechtigt waren, jedoch wurden in der Presse detaillierte Vorwürfe geäußert, dass beide sich insgesamt bis zu 1,5 Milliarden US-Dollar angeeignet hätten. Innenpolitische Kritik erfuhr Bhutto aus dem Lager der panjabischen Eliten und reichen Großgrundbesitzer und der privaten Industrie, gegen die Bhuttos Vater mit seinen Nationalisierungreformen politisch Position bezogen hatte. Die Familie Bhutto selbst entstammte nicht dem dominierenden Großgrundbesitz des Punjab, sondern aus einer reichen Familie der Feudalaristokratie des Sindh. Im Oktober 1990 gewann das von der Muslimliga dominierte Parteienbündnis Islamische Demokratische Allianz unter Führung Nawaz Sharifs die Parlamentswahlen gegen die Pakistanische Volkspartei (PPP) von Benazir Bhutto und ersetzte die Verstaatlichungspolitik des Vaters von Benazir Bhutto, die sie selbst nicht weiterbetrieben hatte, durch eine Privatisierungspolitik. Im April 1993 wurde Nawaz Sharif durch Staatspräsident Ishaq Khan entlassen. Nun wurde Benazir Bhutto erneut Ministerpräsidentin, wobei sie die Privatisierungspolitik insgesamt beibehielt. Militärisch förderte sie das Atomwaffenprogramm Pakistans, außenpolitisch ließ sie dem Geheimdienst ISI in seiner Afghanistan- und anti-indischen Kaschmirpolitik weitgehend freie Hand. Bei den Parlamentswahlen 1997 nach ihrer Absetzung erhielt die Muslimliga unter Nawaz Sharif wiederum die absolute Mehrheit.

### Exil
Von 1999 bis 2007 lebte sie mit ihrer Familie im Exil in Dubai in den Vereinigten Arabischen Emiraten. Sie kehrte zurück nach Pakistan, obwohl ihr mit Anschlägen gedroht worden war.

### Versuchte Rückkehr in die Politik

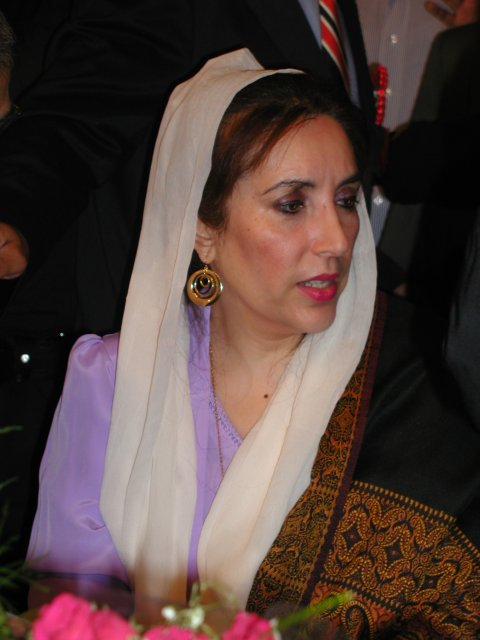
Benazir Bhutto, 2004

2002 hatte Präsident Pervez Musharraf einen – offenbar gezielt auf Benazir Bhutto zugeschnittenen – Verfassungszusatz veranlasst, mit dem die Regierungszeit von Premierministern auf zwei Amtszeiten begrenzt wurde.
Ab 2007 strebte Bhutto erneut das Amt der Premierministerin an. Im Januar 2008 sollten Parlamentswahlen abgehalten werden. Die wichtigsten Fragen betrafen die Rechtmäßigkeit der Wiederwahl Präsident Musharrafs am 6. Oktober 2007 und ob Musharraf, der zugleich Armeechef war, bei der Präsidentenwahl überhaupt hätte antreten dürfen. Das Terrornetzwerk al-Qaida hatte mit Anschlägen gegen eine mögliche Rückkehr Bhuttos gedroht. Benazir Bhutto kehrte am 18. Oktober 2007 nach acht Jahren Exil wieder in ihre Heimatstadt Karatschi zurück, gegen den Widerstand von Präsident Musharraf.
Die Rückkehr Bhuttos aus dem Exil war stark umjubelt, doch die Feiern wurden durch einen der blutigsten Anschläge in der pakistanischen Geschichte abrupt beendet. Kurz nach Mitternacht des 19. Oktober 2007 explodierten zwei Sprengsätze in unmittelbarer Nähe des Konvois Bhuttos. Ihre Wagenkolonne befand sich zu diesem Zeitpunkt auf halbem Weg vom Flughafen zum Mausoleum von Staatsgründer Jinnah in Karachis Innenstadt. Bei dem Selbstmordanschlag wurden 139 Menschen getötet, Bhutto selbst blieb aber unverletzt. Bhutto machte Anhänger des früheren Militärmachthabers und Präsidenten Mohammed Zia ul-Haq für den Anschlag verantwortlich.
Bhutto und Musharraf verhandelten einen Kompromiss, wonach Bhutto wieder Premierministerin werden sollte und Musharraf Präsident bleiben konnte. Dafür sollte er seine Doppelrolle als Präsident und Militärchef aufgeben, die Korruptionsvorwürfe gegen Bhutto fallen lassen und die Verfassungsänderung von 2002 zurücknehmen. Sie kritisierte es als Vertrauensbruch, dass Musharraf am 3. November 2007 den Ausnahmezustand verhängte. Versuche Bhuttos, einen gemeinsamen Protest der Oppositionsparteien zu organisieren, wurden mit Hinweis auf ihre vorherigen Verhandlungen mit Musharraf abgelehnt. Nachdem Bhutto zu Massenprotesten in Rawalpindi aufgerufen hatte, wurde sie am 9. November 2007 vorübergehend unter Hausarrest gestellt.

### Attentat
Am 27. Dezember 2007, zwei Wochen vor dem geplanten Termin für die Parlamentswahl am 8. Januar 2008, wurde Bhutto nach einer Wahlkampfveranstaltung in Rawalpindi Opfer eines Attentats. Außer ihr wurden dabei 23 weitere Menschen getötet.
Dem pakistanischen Innenministerium zufolge schoss der Attentäter am Ende der Veranstaltung zunächst dreimal in die Menge, bevor er sich selbst in die Luft sprengte. Nach Regierungsangaben sei Bhutto durch die Druckwelle mit dem Kopf gegen einen Hebel des Verdecks geschleudert worden – sie hatte zuvor durch das Schiebedach aus dem gepanzerten Fahrzeug hinausgeschaut. Dabei habe sie sich einen Schädelbruch zugezogen, an dem sie schließlich gestorben sei. Bhuttos Anhänger hingegen vertraten die These, sie sei durch einen Schuss in den Kopf getötet worden. Ein Sprecher ihrer Pakistanischen Volkspartei PPP sprach von einem „gezielten Mord durch einen Scharfschützen“. In einem Amateur-Video sind zwei mutmaßliche Attentäter zu sehen. Dabei wird ersichtlich, dass sich Bhutto sehr wahrscheinlich durch die Schüsse und nicht aufgrund der Folgen der Druckwelle die tödlichen Verletzungen zugezogen hat.
Die pakistanische Regierung machte den regionalen Extremisten Baitullah Mehsud für das Attentat verantwortlich. Al-Qaida wies diese Vorwürfe allerdings zurück und bestritt eine Verwicklung in den Anschlag. Mehsuds Sprecher vermutete hinter der Tat „eine Verschwörung der Regierung, der Armee und der Geheimdienste“. Auch Bhuttos Partei zweifelte an den Angaben der Regierung: Die Geschichte sei fingiert und die Regierung versuche, damit abzulenken. Ein eindeutiges Bekennerschreiben oder eine unabhängige Bestätigung der Täterschaft existieren nicht. Eine internationale Untersuchung wurde unter anderem von US-Politikern gefordert. Präsident Pervez Musharraf gab dieser Bitte statt und verkündete in einer Fernsehansprache die „unverzügliche“ Einreise eines Teams von Scotland Yard. Dabei bedankte er sich auch beim britischen Premier Gordon Brown.
Es wurde befürchtet, dass sich die Ermordung Bhuttos destabilisierend auf die ganze Region auswirken könnte. Bereits am Tag des Anschlags gab es in mehreren Städten Pakistans Unruhen. An ihrem Begräbnis am 28. Dezember 2007 nahmen Hunderttausende teil.
Senator Latif Khosa, einer ihrer Mitstreiter bei der PPP, berichtete, dass Bhutto am Tag des Attentats Pläne des Geheimdienstes und der Wahlkommission für Fälschungen bei den Parlamentswahlen auf einer Pressekonferenz öffentlich machen wollte. Außerdem wollte sie zwei US-Parlamentariern die Beweise in Form eines Dossiers überreichen. Die Regierung wollte demnach die Opposition einschüchtern, Krawalle in Wahllokalen organisieren und Wahllisten und Stimmzettel fälschen.

### Posthumes
Nach ihrer Ermordung wurde die für den 8. Januar geplante Parlamentswahl durch die Wahlkommission um sechs Wochen verschoben. Sie fand am 18. Februar 2008 statt. Pakistans wichtigste Oppositionsparteien, die Pakistanische Volkspartei (PPP) und die Muslimliga Pakistans (N) (PML-N) gewannen die Mehrheit der Sitze. Die PPP, die PML-N und die Awami-Nationalpartei bildeten die neue Koalitionsregierung mit Jussuf Raza Gilani als Ministerpräsident.
Nach der Wahl räumte der (Noch-)Militärmachthaber Pervez Musharraf die Niederlage seiner Muslimliga Pakistans (Q) (PML-Q) ein.
Der internationale Flughafen von Islamabad wurde im Juni 2008 in Benazir Bhutto International Airport umbenannt.
Im Februar 2011 wurde bekannt, dass ein pakistanisches Gericht einen Haftbefehl gegen Musharraf erlassen hatte. Im Zusammenhang mit der Ermordung Bhuttos wurde ihm vorgeworfen, sich nicht ausreichend um ihren Personenschutz gekümmert zu haben. Pakistans staatliche Ermittlungsbehörde FIA hatte einige Tage zuvor den Ex-Präsidenten als einen Beschuldigten im Mordfall genannt.
Am 3. Mai 2013 wurde in Islamabad der Hauptermittler im Mordfall Benazir Bhutto, Staatsanwalt Chaudhry Zulfiqar, bei einem Attentat getötet. Zulfiqar sollte am Tag seiner Ermordung an dem Verfahren zum Bhutto-Mord vor einem Anti-Terror-Gericht in der Garnisonsstadt Rawalpindi teilnehmen.

## Familie
1987 heiratete Bhutto den Politiker Asif Ali Zardari. Aus der Ehe gingen drei Kinder hervor, der Sohn Bilawal sowie die Töchter Bakhtawar und Asifa. Die Geburt ihrer Tochter 1990 war die erste und bis 2018 weltweit einzige Mutterschaft einer amtierenden Regierungschefin.
Nach dem Attentat wurde der 19-jährige Bilawal am 30. Dezember 2007 zu Bhuttos Nachfolger als Parteichef bestimmt. Die laufende Parteiführung nahm aber bis zum Ende von Bilawals Studium vorübergehend der Vater wahr, der die Funktion des stellvertretenden Parteivorsitzenden erhielt.
Bhuttos Bruder Murtaza Bhutto, der sich zuvor mit seinem Schwager Asif Ali Zardari zerstritten und ihm öffentlich Korruptionsvorwürfe gemacht hatte und der politisch zunehmend als ihr innerparteilicher Konkurrent mit starker Basis im Sindh wahrgenommen wurde (zumal er als Sohn von Zulfikar Bhutto Anspruch auf dessen politisches Erbe anmelden konnte), wurde während ihrer Amtszeit 1996 unter ungeklärten Umständen von der Polizei getötet.

## Auszeichnungen
- 2005: Women’s World Award – World Tolerance Award
- 2008: Tipperary International Peace Award 2007 (posthum)
- 2008: Menschenrechtspreis der Vereinten Nationen[32] (posthum)

## Werke
- Pakistan. The gathering storm. Vikas Publishing House, New Delhi 1983, ISBN 0-7069-2495-9.
- Daughter of the East. (An Autobiography). Hamish Hamilton, London 1988, ISBN 0-241-12398-4 (bzw.: Daughter of Destiny. An Autobiography. Simon & Schuster, New York NY u. a. 1989, ISBN 0-671-66983-4).